# Коркищенко, Алексей Абрамович
Алексе́й Абра́мович Корки́щенко (2 марта 1926 — 19 октября 2009) — русский советский писатель-прозаик и очеркист, член Союза писателей СССР, затем Союза писателей России. Заслуженный работник культуры Российской Федерации. Писал преимущественно для детей и юношества.

## Биография
Родился на хуторе Еремеевском Северо-Кавказского края, ныне Ростовской области, в семье крестьянина.
После начала Великой Отечественной войны, окончив семилетнюю школу, будущий писатель поступает работает в тракторном отряде колхоза учётчиком-запращиком. Когда фашисты захватили Ростовскую область, находится на оккупированной территории. Вскоре после освобождения хутора от немецко-фашистских захватчиков, в апреле 1943 года, уходит добровольцем на фронт. Его направляют в артиллерию, он сражается на Юго-Западноми 1-м Украинском фронтах, участвует в освобождении Украины и Польши. Войну закончил в Германии, в городе Бреслау.
После окончания Великой Отечественной войны Коркищенко направляют на учёбу в военно-морскую школу. Окончив её в 1946 году, служит на Черноморском флоте минёром тральщика.
Демобилизовавшись из Военно-морского флота в 1950 году, Коркищенко возвращается в родной хутор, работает в колхозе. Затем поступает в Ростовскую культпросветшколу. После её окончания в 1954 году – заведующий отделом культуры в Развиленском районе, директор Дома народного творчества при управлении культуры Каменской области.
В 1955 году вступает в ряды КПСС.
Почувствовав в себе призвание писать, переходит на журналистскую работу. С 1957 года он работает литературным сотрудником газеты «Красное Приазовье», корреспондентом газеты «Молот», редактором Ростовскогокомитета по радиовещанию и телевидению. Решает продолжить образование и поступает на заочное отделение факультета журналистики МГУ и сценарного факультета ВГИКа, и успешно их оканчивает.
Начинает писать рассказы. В 1955 году один из первых рассказов Коркищенко «Вепрь» публикует журнал «Дон». Затем в Ростиздате вышел первый сборник его сатирических рассказов «Похождения деда Хоботьки» (1959).
Затем обращается к детской литературе. В (1962 году) выходит сборник его рассказов «За жёлтым ериком», в 1965 — повесть «Полосатые чудаки» (подзаголовок — «Повесть о сынах Земли Яше, Грише, Вене, дочери Земли Нюрке и Космическом Путешественнике»), а затем «Внуки красного атамана» (1969, о детях с донского хутора, борющихся с фашистскими оккупантами) и «Старая лошадь Зина» (1973).
Пишет также и произведения для взрослых, одно из них – повесть «Твой светлый дом» (1980). Также является автором документальной повести «Золотой круг» о Герое Социалистического Труда Ф. Я. Канивце.
Также писал рассказы очерки о проблемах современного села, публиковавшиеся во многих газетах и журналах.
После распада Советского Союза и разделения Союза писателей СССР на Союз писателей России («почвеннической» направленности), и Союз российских писателей («демократической» направленности), Коркищенко вошёл в первый из них.
Умер в Ростове-на-Дону 19 октября 2009 года на 84-м году жизни.

## Награды и почётные звания
- орден Отечественной войны II степени (6.04.1985[4])
- медали
- Заслуженный работник культуры Российской Федерации

## Книги
- Похождение деда Хоботьки. Рассказы. — Ростов н/Д: Ростиздат, 1959.
- За Жёлтым ериком. Рассказы. — Ростов н/Д: Ростиздат, 1962.
- Полосатые чудаки... Повесть. — Ростов н/Д: Ростиздат, 1965.
- Внуки красного атамана. Повесть. — Ростов н/Д: Ростиздат, 1969, 1984.